# Страшенно красивий
Страшенно красивий (англ. Beastly) — американський фільм режисера Деніела Барнза, що вийшов 2011 року, екранізація роману Алекс Флінн «Beastly», який вийшов у друк 2007 року, чергова інтерпретація класичної історії «Красуні і чудовиська», що переносить глядача в сучасний Мангеттен.

## Сюжет
Сюжет розгортається у світі підлітків. Зарозумілий та пихатий студент Кайл Кінгсон, син популярного ведучого новин Роба Кінгсона, обраний президентом комітету «зелених» школи, що критично сприймає студентка Кендра Гілферті, про яку ходить слава відьмачки. Кайл, невдоволений її критикою, виставляє на вечірці Кендру на посміховисько. Кендра накладає на нього прокляття, перетворивши на татуйовану потвору. Якщо він знайде когось, хто покохає його в такому вигляді, колишня зовнішність знову повернеться до нього. Але якщо ніхто не покохає Кайла до наступної весни, він залишиться у такому вигляді назавжди.
Батько Кайла не в змозі сприйняти сина з такою зовнішністю і підбирає для нього окреме житло, в якому крім Кайла починають жити служниця Дзола і сліпий вчитель Вілл Фраталлі. Кайл уникає зустрічей зі своїми колишніми знайомими, але навесні захоплюється однокласницею Ліндою Тейлор, на яку раніше не звертав уваги. Кайл називається їй вигаданим ім'ям Хантер. Хантер рятує батька-наркомана Лінди від торговців наркотиками, але один з них погрожує вбити Лінду, і Хантер переконує батька Лінди, що для її безпеки вона повинна оселитися в будинку Хантера. Спочатку Хантер ховає від Лінди своє обличчя, але через деякий час показується їй. Спілкуючись з дівчиною, Хантер змінюється на краще. У листі він освідчується Лінді в коханні, але не наважується віддати їй лист. Хантер зустрічається з Кендрою, щоб отримати більше часу, але Кендра відмовляє йому, але погоджується повернути зір Віллу і дати три грінкартки дітям Дзоли, якщо Лінда покохає Хантера. Хантер віддає Лінді лист, але потім жалкує, бо вона, ще не прочитавши лист, називає його хорошим другом. Після ознайомлення з листом Лінда дзвонить Хантеру, але він, розчарований її словами про друга, не відповідає. Дзола і Вілл переконують Хантера зустрітися з Ліндою до того, як вона відправиться в далеку подорож. Хантер на вокзалі пояснює Лінді, що, написавши такого листа, не відповідав на дзвінки, бо не вірив, що Лінда може його покохати. Він прощається з Ліндою, і вона, відходячи до автобусу, каже, що кохає його, руйнуючи цим прокляття. До Кайла повертається його зовнішність, але Лінда, що вибігає з вокзалу за Хантером, спочатку не вірить в розповідь Кайла про казкове перетворення. Та коли вона набирає номер Хантера і чує дзвінок мобільника Кайла, вона таки розуміє, що Хантер — це Кайл, і вони цілуються.
Закінчується фільм поверненням зору у Вілла, Дзола отримує грінкартки на дітей, а Кендра прямує в кабінет Роба Кінгсона, який виявив бездушність до сина, коли з тим сталося нещастя.

## В ролях
- Алекс Петтіфер в ролі Кайла Кінгсона
- Ванесса Гадженс в ролі Лінди Тейлор
- Мері-Кейт Олсен в ролі Кендри Гілферті
- Ніл Патрік Гарріс в ролі Вілла Фраталлі
- Ліза Гей Гемілтон в ролі Дзоли
- Дакота Джонсон в ролі Слоан Геджен
- Ерік Кнудсен в ролі Трея Паркера
- Джіо Перес в ролі Віктора
- Пітер Краузе в ролі Роба Кінгсона

## Виробництво
Знімання фільму розпочалося у червні 2009 року, закінчилося в серпні 2009 і тривало 45 днів. Місцем знімання став Монреаль, Канада.

## Сприйняття

### Оцінки і критика
Фільм отримав в основному негативні відгуки: Rotten Tomatoes дав оцінку 21 % на основі 95 відгуків від критиків (середня оцінка 3,7/10). Metacritic — 40/100 на основі 26 відгуків критиків. Загалом фахівці відзначали незграбні діалоги і безглуздий сюжет.

### Касові збори
Фільм окупився в прокаті, отримавши валовий дохід 43,2 млн $ при бюджеті 17 млн $.

## Цікаві факти
- Був знятий альтернативний фінал, де Лінді захоплена торговцем наркотиками, і під час її визволення Кайл був застрелений. Поки він поранений лежить у неї на руках, вона зізнається йому в коханні, руйнуючи прокляття.
- Зовнішній вигляд Хантера відрізняється від описаного в романі — у нього відсутні хутро та ікла.